# Nyirád
Nyirád is een plaats (község) en gemeente in het Hongaarse comitaat Veszprém. Nyirád telt 1888 inwoners (2001).